# Need for Speed: Most Wanted
Need for Speed Most Wanted – komputerowa gra wyścigowa z serii Need for Speed, wyprodukowana i wydana w 2005 roku przez Electronic Arts. Ukazała się ona na platformach Xbox 360, Microsoft Windows, PlayStation 2, Xbox, GameCube, PlayStation Portable, Game Boy Advance, Nintendo DS; edycja na PSP posiadała nazwę Need for Speed: Most Wanted 5-1-0.

## Fabuła
Główny bohater przyjeżdża do fikcyjnego miasta Rockport, gdzie odbywają się nielegalne wyścigi. Gra zaczyna się od wyścigu z 15. kierowcą Czarnej Listy – Razorem, mającym wtedy Forda Mustanga GT. Przed wyścigiem Razor uszkadza  samochód protagonisty, dzięki czemu wygrywa i zdobywa auto. Po tym wyścigu bohater zostaje aresztowany, ale po niedługim czasie wypuszczony z powodu braku dowodów. W międzyczasie Razor zostaje pierwszym kierowcą Czarnej Listy, używając wozu bohatera – BMW M3 GTR, a tuż za nim w rankingu znajdują się jego kompani – Bull i Ronnie.
Po wyjściu z aresztu graczowi pomaga Mia Townsend, która oddaje mu swój garaż służący za kryjówkę przed policją. Z początku bohater ściga się tylko na przedmieściach, dopiero po pokonaniu kierowcy na 13. pozycji na Czarnej Liście - VIC'a, może wjechać do Camden Beach, zaś po pokonaniu kierowcy na 9. pozycji bohater może cieszyć się z jazdy po Rockport. Mia wraz z innym kierowcą Rogiem informuje bohatera o wydarzeniach z Rockport. Gracz ma za zadanie pokonać wszystkich kierowców Czarnej Listy. Aby to zrobić, musi ukończyć odpowiednią liczbę wyścigów, zdobyć kamienie milowe i odpowiednio wysokie notowania. Im wyższe miejsce danego kierowcy na Liście, tym wymagania są wyższe. Po spełnieniu wymagań dochodzi do bezpośredniego wyścigu z kierowcą z Listy (mogą być ich 2 – 5; odpowiadają one specjalizacji danego kierowcy). Po ich wygraniu gracz wybiera dwie karty należące do kierowcy (znajdują się tam darmowe osiągi, ulepszenia karoserii lub wyglądu oraz dowód rejestracyjny samochodu pokonanego kierowcy, premia pieniężna, karta zwolnienia z aresztu). Po wygraniu pięciu wyścigów z Razorem następuje epilog gry – bohater odzyskuje swoje BMW, ale zmuszony jest uciekać przed agentami federalnymi i sierżantem Crossem. Fabuła gry jest kontynuowana w grze Need for Speed: Carbon

## Rozgrywka
W grze występują trzy tryby: Kariera, Seria prób i Szybki wyścig. Pierwszy z nich jest głównym trybem, zawierającym wątki fabularne oraz możliwość eksploracji miasta. Seria prób ma przeznaczenie treningowe (ćwiczenie zdolności prób czasowych oraz uciekania przed policją), natomiast Szybki wyścig pozwala na uczestnictwo w pojedynczym wyścigu.
Wśród rodzajów wyścigów gracz ma do wyboru następujące:
- Tor – standardowy wyścig na okrążenia.
- Sprint – wyścig od punktu A do punktu B.
- Drag – krótki sprint, w którym gracz musi zmieniać biegi i uważać na ruch uliczny.
- Eliminacje – wyścig na okrążenia, w którym po każdym okrążeniu odpada najsłabszy kierowca, dopóki nie zostanie wyłoniony zwycięzca.
- Próba prędkości – sprint, w którym wygrywa ten, który uzyska najwyższą prędkość zsumowaną ze wszystkich fotoradarów rozlokowanych na trasie wyścigu.
- Próba czasowa – sprint, w którym bierze udział tylko gracz i musi w wyznaczonym czasie dojechać do następnego punktu kontrolnego.[2]

## Ścieżka dźwiękowa
| Numer | Tytuł                                       | Wykonawca                          | Album                               | Odtwarzanie |
| ----- | ------------------------------------------- | ---------------------------------- | ----------------------------------- | ----------- |
| 1.    | Nine Thou (Superstars Remix)                | Styles of Beyond                   | Megadef                             | wszystkie   |
| 2.    | Do Ya Thang                                 | T.I. Presents The P$C              | 25 To Life                          | menu        |
| 3.    | I Am Rock                                   | Rock                               | nieznany                            | menu        |
| 4.    | In A Hood Near You                          | Suni Clay                          | Suni Clay                           | menu        |
| 5.    | Let's Move                                  | The Perceptionists                 | Black Dialogue                      | menu        |
| 6.    | Sets Go Up                                  | Juvenile                           | Reality Check                       | menu        |
| 7.    | Fired Up                                    | Hush                               | Bulletproof                         | menu        |
| 8.    | B-Side Wins Again (feat. Chuck D)           | DJ Spooky and Dave Lombardo        | Drums of Death                      | menu        |
| 9.    | Shapeshifter                                | Celldweller feat. Styles of Beyond | nieznany                            | wszystkie   |
| 10.   | Tilted                                      | Lupe Fiasco                        | Food &...                           | menu        |
| 11.   | Feed the Addiction                          | Ils                                | Bohemia                             | wyścig      |
| 12.   | One Good Reason                             | Celldweller                        | Celldweller                         | wyścig      |
| 13.   | We Control                                  | Hyper                              | We Control                          | wyścig      |
| 14.   | Skinnyman                                   | Static-X                           | Start A War                         | wyścig      |
| 15.   | Barrier Break                               | Dieselboy + Kaos                   | nieznany                            | wyścig      |
| 16.   | Decadence                                   | Disturbed                          | The Thousand Fists                  | wyścig      |
| 17.   | You'll Be Under My Wheels                   | The Prodigy                        | Always Outnumbered, Never Outgunned | wyścig      |
| 18.   | Tao of the Machine (Scott Humphrey's Remix) | The Roots and BT                   | Blade II Soundtrack                 | wyścig      |
| 19.   | You Must Follow (Evol Intent VIP)           | Stratus                            | Dungeonmaster's Guide               | wyścig      |
| 20.   | Blood and Thunder                           | Mastodon                           | Leviathan                           | wyścig      |
| 21.   | Broken Sword                                | Evol Intent, Mayhem & Thinktank    | nieznany                            | wyścig      |
| 22.   | Hand of Blood                               | Bullet For My Valentine            | Hand of Blood                       | wyścig      |
| 23.   | The Mann                                    | Paul Linford and Chris Vrenna      | nieznany                            | wyścig      |
| 24.   | Blinded In Chains                           | Avenged Sevenfold                  | City of Evil                        | wyścig      |
| 25.   | Feels Just Like It Should (Timo Maas Remix) | Jamiroquai                         | Dynamite                            | wyścig      |
| 26.   | Most Wanted Mash Up                         | Paul Linford and Chris Vrenna      | nieznany                            | wyścig      |